# Велика пожежа в Нью-Йорку (1835)
Велика пожежа в Нью-Йорку 1835 року була однією з трьох пожеж, які завдали значної шкоди Нью-Йорку в XVIII і XIX століттях. Пожежа сталася в розпал економічного буму, охопивши 17 міських кварталів, убивши двох людей і знищивши сотні будівель, завдавши майнових збитків на суму 20 мільйонів доларів (еквівалентно 624 мільйонам доларів у 2023 році).

## Передеумови
До 1835 року Нью-Йорк був головним американським містом, а його фінансова потужність перевершила Філадельфію чи Бостон. Відкриття каналу Ері десятьма роками тому з’єднало Нью-Йорк із сировинними та комерційними інтересами на Середньому Заході та дозволило місту стати відомим ринковим центром. Більше половини експорту країни йшло через гавань Нью-Йорка, тоді як більше третини американського імпорту прибувало туди. Страхові компанії, інвестиційні компанії, компанії з нерухомості та інші зробили Нью-Йорк своїм домом.

## Пожежа
Пожежа почалася ввечері 16 грудня 1835 року в п'ятиповерховому складі на Мерчант-стріт, 25, тепер відомій як Бівер-стріт на перехресті Ганновер-стріт і Волл-стріт. У міру поширення пожежі шквальний вітер, який дув з північного заходу в бік Іст-Рівер, поширив вогонь. Пожежу було видно з Філадельфії, приблизно за 130 км.